# Henri-Jules Mercier
Henri-Jules Mercier, francoski general, * 1889, † 1967.